# Ballykissangel
Ballykissangel è una serie TV ambientata in Irlanda, prodotta e trasmessa dalla BBC dal 1996 al 2001.

## Trama
Peter Clifford, un giovane prete cattolico di Manchester, viene trasferito nel piccolo villaggio irlandese di Ballykissangel. Qui dovrà fare i conti con il suo odioso superiore, Padre MacAnally, e con tutti i problemi quotidiani degli abitanti: Brian Quigley, la cui costante ricerca di denaro lo porterà a compiere azioni immorali, sua figlia Niamh e il suo fidanzato, il poliziotto Ambrose Egan; il sospettoso negoziante Kathleen Hendley, il burbero veterinario Siobhan Mehigan, l'allegro Padraig O'Kelly, l'insegnante di recitazione Brendan Kearney, e il vecchio contadino Eamon Byrne. 
Un significativo cambiamento del cast arriva nella terza stagione, con l'arrivo di nuovi personaggi tra quali il monaco Father Aidan O'Connell, sua sorella Orla, il giovane Danny Byrne, lo scrutatore Sean Dillon e sua figlia Emma, e tra la quinta e la sesta stagione.

## Cast
- Dervla Kirwan — Assumpta Fitzgerald
- Gary Whelan — Brendan Kearney
- Tony Doyle — Brian Quigley
- Frankie McCafferty — Donal Docherty
- Bosco Hogan — Dr. Michael Ryan
- Birdy Sweeney — Eamonn Byrne
- Stephen Brennan — Enda Sullivan
- Niall Toibin — Padre MacAnally
- Stephen Tompkinson — Padre Peter Clifford
- Aine Ni Mhuiri — Kathleen Hendley
- Joe Savino — Liam Coghlan
- Tina Kellegher — Niamh Quigley/Egan/Dillon
- Peter Caffrey — Padraig O'Kelly
- Deirdre Donnelly — Siobhan Mehigan
- Stephen Kennedy — Timmy-Joe Galvin
- Peter Hanly — Ambrose Egan
- Owen Teale — Conor Devlin
- Colin Farrell — Danny Byrne
- Ciaran Owens — Dermot Dooley
- Kate McEnery — Emma Dillon
- Don Wycherley — Padre Aidan O'Connell
- Catherine Cusack — Frankie Sullivan
- Katie Cullen — Grainne Dooley
- John Cleere — Kevin O'Kelly
- Sam Farrar — Kieran Egan
- Joe Savino — Liam Coghlan
- Marion O'Dwyer — Oonagh Dooley
- Victoria Smurfit — Orla O'Connell
- Owen Roe — Paul Dooley
- Lorcan Cranitch — Sean Dillon
- Susannah Doyle — Avril Burke
- Paul Ronan — Edso Dowling
- Robert Taylor — Padre Vincent Sheahan
- Mick Lally — Louis Dargan

## Curiosità
- Il nome del villaggio deriva da Ballykissanne, una cittadina dove il creatore della serie, Kieran Prendiville, era solito trascorrere le vacanze da bambino.
- In gaelico il nome di Ballykissangel è "Baile Coisc Aingil", che significa "The town of the fallen angel" ("La città degli angeli caduti").